# Neko Case
Neko Case (Alexandria (Virginia), 8 september 1970) is een Amerikaanse country singer-songwriter.

## Biografie
Ze begon haar carrière in Vancouver, Canada, waar ze grafisch ontwerp studeerde aan het Emily Carr Institute of Art and Design na het afronden van haar school in Tacoma. Ze speelde drums in verschillende lokale bands (waaronder Cub) en werd lid van de band Maow. Daar speelde ze drums en zong ze een vreemde mix van punk en country. Eerst toerde ze onder de naam Neko Case & Her Boyfriends. Een jaar nadat de enige Maow-cd was uitgebracht (The Unforgiving Sounds of Maow), bracht Case haar eerste country-achtige soloalbum uit, nog steeds gedomineerd door covers (The Virginian). Dit werd gevolgd door een duetalbum met de Canadese singer-songwriter Carolyn Mark onder de bandnaam Corn Sisters (The Other Woman), dat Case en Mark live opnamen in Seattle. De doorbraak van Neko Case kwam in 2000 met het album Furnance Room Lullaby. Voor haar album Blacklisted twee jaar later kreeg ze wereldwijd goede recensies. In 2001 nam Case de ep Canadian Amp op in haar keuken, een unplugged album met voornamelijk covers (inclusief Neil Youngs Dreaming Man).
In 2000 werd de band The New Pornographers opgericht in Vancouver. Het bestaat uit geweldige lokale muzikanten zoals Carl Newman en John Collins. Case, die na het afronden van haar studie de stad moest verlaten vanwege immigratieredenen en naar Chicago verhuisde, zingt en speelt tamboerijn voor de Pornographers op drie albums. Katryn Calder vertegenwoordigt haar sinds 2005 soms bij liveconcerten. In 2004 kwam Case's eerste live-album The Tigers Have Spoken uit. Op dit 30 minuten durende werk brengt Neko Case live-versies van haar eigen bekende stukken, nieuwe titels en coverversies samen. Begin maart 2006 kwam in Duitsland haar vierde officiële solo-studioalbum Fox Confessor Brings The Flood uit. De basisthema's zijn een verlies van vertrouwen, dat ook politiek bedoeld is, en verwijzingen naar Russische en Oekraïense volksverhalen. Dit album betekende de laatste doorbraak in de Verenigde Staten, aangezien het niet alleen de Billboard-hitlijsten bereikte, maar ook optrad bij de bekende Amerikaanse praters David Letterman, Jay Leno en Conan O'Brien en bekend werd bij een breed publiek. Mede hierdoor slaagde ze er in maart 2009 in met haar album Middle Cyclone, dat voor haar sensationeel was op #3 in de Billboard charts.

## Stijl
De muziekstijl van Neko Case wordt vaak toegewezen aan het alternative country-genre, hoewel ze zelf de term country verkiest. Vooral het album Blacklisted was een grote muzikale stap voor Case. Daarvoor speelde ze country met veel rockelementen met haar eigen band (Neko Case & Her Boyfriends), maar de toon van Blacklisted is veel donkerder. Muzikaal kreeg dit album vorm door de samenwerking met Giant Sand en Calexico. Daarnaast waren muzikanten van de Canadese band The Sadies, die Case ook begeleidden op het soloalbum The Tigers Have Spoken, vertegenwoordigd op Case's derde soloalbum. Door deze donkere tonen in de muziek ontwikkelde Case met haar onmiskenbare stem haar eigen stijl, die ze verder ontwikkelde op de studio-opvolger Fox Confessor Brings The Flood. Ze noemt de muziek Country Noir.
Naast het werken aan de soloalbums en met haar bands, heeft Neko Case ook gezongen op albums van artiestenvrienden. Ze is te horen in Cover Magazine van Giant Sand en op John Does Freedom Highway. Ze heeft ook nummers opgenomen met de band The Mekons en Jon Langford. Naast haar eigen band en de Sadies trad ze ook live op met Calexico. Aanvankelijk was de bezetting klassiek met drums, gitaar en bas, daarna trad ze op op gitaar met een muzikant op contrabas en een andere gitarist, die ook steelgitaar en andere snaarinstrumenten speelde. Case speelt zelf meestal viersnarige gitaren. Net als haar songwriting is haar gitaarspel de afgelopen jaren aanzienlijk verbeterd. Haar platen verschenen lange tijd op het kleine Canadese label Mint vanuit haar thuisbasis Vancouver. Bloodshot Records bracht de albums uit in de Verenigde Staten en Matador Records in Europa (Furnance Room Lullaby en Blacklisted). Sinds het livealbum The Tiges Have Spoken uit 2004 staat Case onder contract bij het Epitaph Records sublabel ANTI-Records, waarbij ook Tom Waits en Nick Cave hun platen uitgeven.

## Discografie
Maow
- 1995: I Ruv Me Too (7" ep; Twist Like This Records)
- 1996: Unforgiving Sounds of Maow (Mint Records)

Neko Case
- 1997: The Virginian (met Her Boyfriends) (Mint Records / Bloodshot Records)
- 2000: Furnace Room Lullaby (met Her Boyfriends) (Mint Records / Bloodshot Records)
- 2001: Canadian Amp (ep; Lady Pilot)
- 2002: Blacklisted (Mint Records / Bloodshot Records / Matador Records)
- 2004: The Tigers Have Spoken (live-album; Mint Records / Anti Records)
- 2006: Fox Confessor Brings the Flood (Mint Records / Anti Records)
- 2007: Live from Austin, TX (live-album; New West Records)
- 2009: Middle Cyclone (Anti Records)
- 2013: The Worse Things Get, the Harder I Fight, the Harder I Fight, the More I Love You
- 2018: Hell-On

Case/Lang/Veirs
- 2016: Case/Lang/Veirs met k.d. lang & Laura Veirs (Anti Records)

The Corn Sisters
- 2000: The Other Women (Mint Records)

The New Pornographers
- 2000: Mass Romantic (Mint Records / Matador Records)
- 2003: Electric Version (Mint Records / Matador Records)
- 2005: Twin Cinema (Mint Records / Matador Records)
- 2007: Challengers (Matador Records)
- 2010: Together (Matador Records)

The Sadies
- 1998: Make Your Bed / Gunspeak / Little Sadie (7"; Bloodshot Records)

Andere publicaties
- 2012: Nothing to Remember van de soundtrack van de film Die Tribute von Panem – The Hunger Games

- Bibsys: 8006024
- Bibliothèque nationale de France: cb14483456h (data)
- Gemeinsame Normdatei: 135513642
- International Standard Name Identifier: 0000 0001 1476 726X
- Library of Congress Control Number: no2002092983
- MusicBrainz: e13d2935-8c42-4c0a-96d7-654062acf106
- Nationale Bibliotheek van Tsjechië: xx0077586
- Réseau des bibliothèques de Suisse occidentale: 02-A009321183
- SNAC: w6h85t59
- Système universitaire de documentation: 165119594
- Virtual International Authority File: 84149106166868491195